# دایزندورف
دایزندورف (به آلمانی: Daisendorf) یک شهر در آلمان است که در بودنسیکرایس واقع شده‌است. دایزندورف ۱٬۵۱۱ نفر جمعیت دارد.